# Иванов, Перекоп Гаврилович
Перекоп Гаврилович Иванов (Капон-Иванов; укр. Перекоп Гаврилович Іванов; 19 января 1924, Харьков — 4 января 1973, Киев) — советский украинский певец-бандурист и музыкальный педагог. Участник Великой Отечественной войны. Брат композитора В. Г. Иванова.

## Биография
Родился 19 января 1924 года в Харькове в семье инженера Гавриила Яковлевича Иванова (род. 1888, Славянск), арестованного в 1937 году и приговорённого к расстрелу. Мать происходила из караимской семьи Капонов, работала врачом-педиатром. Своё имя получил в честь города Перекопа, в штурме которого во время Гражданской войны участвовал его отец.
С детства проявлял способности к музыке: пел, играл на домре, в духовом оркестре. Бандуру осваивал под руководством Л. Г. Гайдамаки в самодеятельном оркестре украинских музыкальных инструментов при Харьковском дворце пионеров. Во время войны был призван на 3-й Украинский фронт, служил в 8-й гвардейской армии под командованием генерала В. И. Чуйкова. Последняя должность в армии — заместитель начальника штаба полка по разведке. По окончании войны поступил в Харьковскую вечернюю музыкальную школу для взрослых, которую окончил в 1948 году по классу бандуры Н. Т. Лысенко. Высшее образование получил в Харьковской военно-медицинской академии, где руководил оркестром народных инструментов, принимал участие в смотрах военной художественной самодеятельности. Уволился в запас в звании лейтенанта. В 1957—1962 годах учился в Киевской консерватории (класс М. М. Гелиса).
С 1945 года работал в Харькове в артели ансамбля бандуристов при филармонии, с которым гастролировал по Украине. С 1948 года преподавал в музыкальной школе для взрослых, при которой организовал оркестр. В 1957—1962 годах преподавал в Харьковской, а в 1962—1967 — в Киевской консерваториях. Одновременно с 1962 по 1967 год — артист и концертмейстер Государственной капеллы бандуристов УССР, преподаватель студии по подготовке актёрских кадров при ней.
В 1957 году стал лауреатом Республиканского конкурса бандуристов. В том же году написал и позже защитил диссертацию на звание кандидата искусствоведения на тему «Инструменты украинского народного оркестра». Подготовил рукопись книги «Инструменты народных оркестров республик СССР», которая должна была лечь в основу будущей докторской диссертации.
Умер 4 января 1973 года (по другим данным, 6 января) в Киеве.

## Творчество
Разработал новую конструкцию киевско-харьковской бандуры, изготовленную в 1958 году на Черниговской фабрике музыкальных инструментов. Писал пьесы и этюды для бандуры харьковского типа (изд. 1956), занимался обработкой украинских народных песен для бандуры («Украинская баркарола», вариации на тему украинской народной песни «Дождик», «За городом утки плывут», «Украинская фантазия» и др.). Автор ряда статей о бандуре и украинских народных инструментах, трудов «Музыка с Подолья» (1972), «Оркестр украинских народных инструментов» (1981).

## Награды
- Медаль «За победу над Германией в Великой Отечественной войне 1941—1945 гг.»[6]